# Turek (gromada)
Turek – dawna gromada, czyli najmniejsza jednostka podziału terytorialnego Polskiej Rzeczypospolitej Ludowej w latach 1954–1972.
Gromady, z gromadzkimi radami narodowymi (GRN) jako organami władzy najniższego stopnia na wsi, funkcjonowały od reformy reorganizującej administrację wiejską przeprowadzonej jesienią 1954 do momentu ich zniesienia z dniem 1 stycznia 1973, tym samym wypierając organizację gminną w latach 1954–1972.
Gromadę Turek z siedzibą GRN w mieście Turku (nie wchodzącym w skład gromady) utworzono 31 grudnia 1971 w powiecie tureckim w woj. poznańskim z obszarów zniesionych gromad Słodków i Szadów Pański w tymże powiecie.
Gromada przetrwała jeden rok, do końca 1972 roku, czyli do kolejnej reformy gminnej. 1 stycznia 1973 w powiecie tureckim utworzono gminę Turek.